# Mauro Guevgeozián
Mauro Guevgeozián Crespo, né le 10 mai 1986 à Montevideo en Uruguay, est un footballeur international arménien, qui évolue au poste d'attaquant. 
Il compte deux sélections en équipe nationale depuis 2014.

## Biographie

### Carrière de joueur
Mauro Guevgeozián dispute un match en Ligue des champions, huit matchs en Copa Libertadores, et deux matchs en Copa Sudamericana.

### Carrière internationale
Mauro Guevgeozián compte deux sélections avec l'équipe d'Arménie depuis 2014. 
Il est convoqué pour la première fois par le sélectionneur national Bernard Challandes pour un match amical contre les Émirats arabes unis le 27 mai 2014 (victoire 4-3).

## Palmarès
- Avec le Fénix :
  - Champion d'Uruguay de D2 en 2007 et 2009

- Avec l'Alianza Lima :
  - Vainqueur de la Copa Inca en 2014